# Malaysian Indian Congress
Der Malaysian Indian Congress (MIC Kongres India Se-Malaysia) ist eine rechtskonservative politische Partei in Malaysia, die die indische Minderheit im Land vertritt.

Malaysian Indian Congress Emblem

Malaysian Indian Congress Fahne

## Gründung
Der Partei wurde 1946 gegründet und ist damit eine der ältesten Parteien in Malaysias. 
1954 trat die Partei unter Sri Kundan Lal Devaser der Alliance, der Vorgängerorganisation der Barisan Nasional, als drittes Mitglied nach der UMNO und der MCA bei.

## Wahlen
Bei der Wahl im Jahr 2004 gewann die Partei mit 3,2 % der Stimmen 9 der 218 Sitze im malaysischen Parlament und war damit die viertstärkste Fraktion innerhalb der Barisan Nasional nach der UMNO, der MCA und der Gerakan Rakyat Malaysia (Malaysische Volksbewegung). 
Bei der Wahl 2008 gewann sie 10,3 % der Stimmen und damit 15 der 222 Sitze.

## Liste der Parteivorsitzenden
- John A. Thivy (1946–1947)
- Budh Singh (1947–1950)
- K. Ramanathan (1950–1951)
- K. L. Devaser (1951–1955)
- V.T Sambanthan (1955–1973)
- Dato V. Manikavasagam (1973–1979)
- Dato Seri S. Samy Vellu (1979–2010)